# Habitatge a la carretera Prats de Lluçanès, 80 (Sant Llorenç Savall)
L'habitatge de la carretera Prats de Lluçanès, 80 és una obra del municipi de Sant Llorenç Savall (Vallès Occidental) protegida com a bé cultural d'interès local.

## Descripció
Edifici aïllat de planta quadrangular, situat a un dels extrems de la població. És format per planta baixa i un pis, amb coberta a quatre vessants. La façana d'accés mostra finestres allindanades, tres per planta, decorades amb ceràmica vidriada, motiu que també apareix a les obertures de la resta de les façanes. La façana posterior, que dona a la banda del riu i és orientada a llevant, té una galeria que forma, a la planta baixa, un cos tancat de perfil corb amb terrassa superior on s'obren arcades de mig punt peraltades.